# بسملة السلاموني
بسملة عبد الحميد عبد الحميد السلاموني هي لاعبة ترايثلون مصرية، ولدت في 25 فبراير 1999 بمحافظة الغربية في مصر. شاركت بسملة في أولمبياد طوكيو ٢٠٢٠ في نهائيات فردي سيدات الترايثلون، كأول مصرية وعربية تتأهل إلى الأولمبياد في هذه الرياضة. وتعد بسملة السلاموني أفضل لاعبة ترايثلون في تاريخ جمهورية مصر العربية وأفضل لاعبة ترايثلون في الوطن العربي على مر التاريخ، حيث وصلت إلى المركز ٦٨ في التصنيف العالمي للاتحاد الدولي للعبة. كأفضل مركز تصل اليه لاعبة مصرية أو عربية.

## مشوارها
مثل أغلب الأطفال المصريين، بدأت السباحة في سن الخامسة والمنافسة في سن 11 عامًا وأظهرت أن لديها مستقبل كبير بالسباحة خاصة للمسافات المتوسطة والطويلة.
بعد سنوات من النجاح في السباحة، قررت بسملة تجربة شيء جديد. فا بدأت رياضة الترياتلون في فبراير 2016، وبعد شهرين فقط بدأت بسملة المنافسة في السباقات الدولية وقد فازت بسباقها الأول في أولى مشاركتها، حيث سيطرت على سباق الناشئات بالبطولة العربية للترايثلون بشرم الشيخ أبريل 2016، وبعد أسبوع واحد فازت بسملة بسباقها الثاني وهو سباق البطولة الأفريقية للاكواثلون كبار والذي يضم السباحة والركض.
بدأت بسمله في السير خطوة بخطوة عندما أمضت 2016 و 2017 تتنافس في السباقات المحلية وبعض سباقات الفئات العمرية، وقد تمكنت من الفوز بالميدالية الفضية في سباق المسافة الاولمبية بالمراحل العمرية في إحدى سلسلة بطولات العالم بابوظبي مارس 2017، كما حققت المركز الأول على فئتها العرية، في 2018 أظهرت بسملة أن لديها مستقبل جيد عندما تمكنت من كسب بعض نقاط التصنيف العالمي الجيدة في أول سباق تخوضه بفئة النخبة لها على الإطلاق في شرم الشيخ أبريل 2018، بعد مرور ثلاثة اسابيع توجت بسملة بلقب البطولة الأفريقية للناشئات بالرباط أبريل 2018. كان ذلك فقط قبل شهر واحدا من بداية فترة التأهيل الأولمبي وكان بمثابة اختبار لقدرتها على أن كانت قادرة على كسب النقاط من سباقات النخبة ام لأ. ومن بعد بداءت اللاعبة بسملة في مطاردة أحد المقاعد بالنهائيات الأولمبية.
بعد بعض النتائج الرائعة في عامي 2018 و 2019، في 4 مايو 2019، تعرضت بسمة لحادث بالدراجة سيئ أثناء تدريبها على ركوب الدراجات واستعدادها لأهم  بطولات الموسم البطولة إفريقيا 2019. والتي تعادل نقاطها نقاط سباق كأس العالم، ونتيجة للحادث، خضعت لعملية جراحية وتنظير الركبة واستئصال الغضروف الجزئي بمساعدة وزارة الشباب والرياضة. في هذا الوقت، اعتقد بعض المحيطين بها أنها لن تكون قادرة على التنافس مرة أخرى. خضعت بسملة لبرنامج إعادة التأهيل المكثف. بدأت بسمله في التدرب في الأسبوع الأخير من يوليو 2019، وبعد شهر تمكنت من الفوز بلقب دورة الألعاب الأفريقية 2019. تلك النتيجة التي جعلت بسملة تحاول العودة إلى المسار الصحيح والنتائج السابقة مرة أخرى.
في يونيو 2021، تحقق حلم بسملة عندما تمكنت من التأهل إلى طوكيو 2020 وأصبحت أول مصرية تتأهل إلى الألعاب الأولمبية في رياضة الترياتلون وأول فتاة عربية على الإطلاق تفعل ذلك.

## الدراسة
من ناحية أخرى، لا تزال بسملة في السنة الرابعة بالجامعة تدرس طب الأسنان. إنها تحاول قدر الإمكان تحقيق التوازن بين دراستها وتدريبها.

## روابط خارجية
- بسملة السلاموني على موقع اتحاد الترياتلون الدولي (الإنجليزية)
- بسملة السلاموني على موقع أوليمبيديا (الإنجليزية)